# Dyskografia Ewy Farnej
Dyskografia Ewy Farnej, polsko-czeskiej piosenkarki, składa się z jedenastu albumów studyjnych, jednego minialbumu, dwóch albumów kompilacyjnych, sześciu albumów koncertowych, pięćdziesięciu pięciu singli (w tym sześć z gościnnym udziałem) oraz pięćdziesięciu sześciu teledysków.

## Albumy

### Albumy studyjne
| Rok                                                             | Dane dot. albumu | Najwyższa pozycja na listach | Najwyższa pozycja na listach | Certyfikat                | Sprzedaż    |
| Rok                                                             | Dane dot. albumu | POL                          | CZE                          | Certyfikat                | Sprzedaż    |
| --------------------------------------------------------------- | --- | ---------------------------- | ---------------------------- | ------------------------- | ----------- |
| 2006                                                            | Měls mě vůbec rád - Wydany: 6 listopada 2006 - Wydawca: Universal Music Group (Czechy, Słowacja) - Format: CD, digital download | –                            | 3                            | - CZE: platynowa płyta    | - 12 tys.+  |
| 2007                                                            | Ticho - Wydany: 1 października 2007 - Wydawca: Universal Music Group (Czechy, Słowacja) - Format: CD, digital download          | –                            | 2                            | - CZE: platynowa płyta    | - 12 tys.+  |
| 2007                                                            | Sam na sam - Wydany: 9 listopada 2007 - Wydawca: Universal Music Group (Polska) - Format: CD, digital download                  | –                            | –                            | - POL: złota płyta        | - 15 tys.+  |
| 2009                                                            | Cicho - Wydany: 16 marca 2009 - Wydawca: Universal Music Group (Polska) - Format: CD, digital download                          | 16                           | 7                            | - POL: 2× platynowa płyta | - 60 tys.+  |
| 2009                                                            | Virtuální - Wydany: 26 października 2009 - Wydawca: Universal Music Group (Czechy, Słowacja) - Format: CD, digital download     | –                            | 3                            | - CZE: złota płyta        | - 6 tys.+   |
| 2010                                                            | Ewakuacja - Wydany: 5 listopada 2010 - Wydawca: Universal Music Group (Polska) - Format: CD, digital download                   | 7                            | 8                            | - POL: platynowa płyta    | - 30 tys.+  |
| 2013                                                            | (W)Inna? - Wydany: 21 października 2013 - Wydawca: Universal Music Group (Polska) - Format: CD, digital download                | 7                            | 1                            | - POL: złota płyta        | - 15 tys.+  |
| 2014                                                            | Leporelo - Wydany: 14 listopada 2014 - Wydawca: Universal Music Group (Czechy, Słowacja) - Format: CD, digital download         | –                            | 11                           | brak                      | brak danych |
| 2015                                                            | Inna - Wydany: 6 listopada 2015 - Wydawca: Universal Music Group (Polska) - Format: CD, digital download                        | 7                            | –                            | brak                      | brak danych |
| 2021                                                            | Umami - Wydany: 2 grudnia 2021 - Wytwórnia: Universal Music Group (Czechy, Słowacja) - Format: CD, digital download             | –                            | 9                            | brak                      | brak danych |
| 2022                                                            | Umami - Wydany: 28 stycznia 2022 - Wytwórnia: Warner Music Poland (Polska) - Format: CD, digital download                       | 3                            | –                            | brak                      | brak danych |
| „–” album nie był notowany lub nie został wydany w danym kraju. | |                              |                              |                           |             |

### Minialbumy
| Rok  | Dane dot. albumu                                                                                              |
| ---- | --- |
| 2022 | Umami (Akustycznie) - Wydany: 26 maja 2022 - Wydawca: Warner Music Poland (Polska) - Format: digital download |

### Albumy kompilacyjne
| Rok                                                             | Dane dot. albumu | Najwyższa pozycja na liście |
| Rok                                                             | Dane dot. albumu | CZE                         |
| --------------------------------------------------------------- | --- | --------------------------- |
| 2016                                                            | Best of - Wydany: 18 listopada 2016 - Wydawca: Universal Music Group (Czechy) - Format: CD, DVD, digital download    | –                           |
| 2020                                                            | Singles & Specials - Wydany: 4 grudnia 2020 - Wydawca: Universal Music Group (Czechy) - Format: CD, digital download | 42                          |
| „–” album nie był notowany lub nie został wydany w danym kraju. | |                             |

### Albumy koncertowe
| Rok                                                             | Dane dot. albumu | Najwyższa pozycja na listach | Najwyższa pozycja na listach | Certyfikat             | Sprzedaż    |
| Rok                                                             | Dane dot. albumu | POL                          | CZE                          | Certyfikat             | Sprzedaż    |
| --------------------------------------------------------------- | --- | ---------------------------- | ---------------------------- | ---------------------- | ----------- |
| 2008                                                            | Blíž ke hvězdám - Wydany: 10 listopada 2008 - Wydawca: Universal Music Group (Czechy, Słowacja) - Format: CD, DVD, digital download    | –                            | 4                            | - CZE: platynowa płyta | - 12 tys.+  |
| 2011                                                            | Live - Wydany: 14 listopada 2011 - Wydawca: Universal Music Group (Polska) - Format: CD, DVD, digital download                         | 14                           | –                            | - POL: złota płyta     | - 15 tys.+  |
| 2011                                                            | 18 Live - Wydany: 28 listopada 2011 - Wydawca: Universal Music Group (Czechy) - Format: CD, DVD, digital download                      | –                            | 6                            | brak                   | brak danych |
| 2015                                                            | G2 Acoustic Stage - Wydany: 10 kwietnia 2015 - Wydawca: Universal Music Group (Czechy) - Format: CD, DVD, digital download             | –                            | 27                           | brak                   | brak danych |
| 2018                                                            | 13. 3. 2018 Gong Ostrava (oraz Janáčkova filharmonie Ostrava) - Wydany: 3 grudnia 2018 - Wydawca: Supraphon (Czechy) - Format: CD, DVD | –                            | 86                           | brak                   | brak danych |
| 2020                                                            | Live at o2 Universum - Wydany: 17 stycznia 2020 - Wydawca: EWOlution (Czechy) - Format: CD, digital download                           | –                            | –                            | brak                   | brak danych |
| „–” album nie był notowany lub nie został wydany w danym kraju. | |                              |                              |                        |             |

### Box sety
| Rok  | Dane dot. albumu |
| ---- | --- |
| 2016 | Kolekcja polskiej muzyki: Box: Ewakuacja / Cicho / Sam na sam - Wydany: 16 września 2016 - Wydawca: Universal Music Group (Polska) - Format: CD |

## Single

### Jako główna artystka
| Rok                                                              | Tytuł                                          | Najwyższe pozycje na listach | Najwyższe pozycje na listach | Najwyższe pozycje na listach | Najwyższe pozycje na listach | Najwyższe pozycje na listach | Certyfikat                | Sprzedaż       | Album                                 |
| Rok                                                              | Tytuł                                          | POL (AirPlay)                | POL (AirPlay Nowości)        | POL (AirPlay TV)             | CZE                          | SVK                          | Certyfikat                | Sprzedaż       | Album                                 |
| ---------------------------------------------------------------- | ---------------------------------------------- | ---------------------------- | ---------------------------- | ---------------------------- | ---------------------------- | ---------------------------- | ------------------------- | -------------- | ------------------------------------- |
| 2006                                                             | „Měls mě vůbec rád”                            | –                            | –                            | –                            | 3                            | –                            | brak                      | brak danych    | Měls mě vůbec rád                     |
| 2006                                                             | „Zapadlej krám”                                | –                            | –                            | –                            | 24                           | 76                           | brak                      | brak danych    | Měls mě vůbec rád                     |
| 2007                                                             | „Ticho”                                        | –                            | –                            | –                            | 15                           | 35                           | brak                      | brak danych    | Ticho                                 |
| 2007                                                             | „La la laj”                                    | –                            | –                            | –                            | 8                            | –                            | brak                      | brak danych    | Ticho                                 |
| 2007                                                             | „Jaký to je”                                   | –                            | –                            | –                            | 6                            | –                            | brak                      | brak danych    | Ticho                                 |
| 2007                                                             | „Tam gdzie nie ma dróg”                        | –                            | –                            | –                            | –                            | –                            | brak                      | brak danych    | Sam na sam                            |
| 2008                                                             | „Oto ja” (oraz Kuba Molęda)                    | –                            | –                            | –                            | –                            | –                            | brak                      | brak danych    | Camp Rock                             |
| 2008                                                             | „Boží mlejny melou”                            | –                            | –                            | –                            | 22                           | 85                           | brak                      | brak danych    | Blíž ke hvězdám                       |
| 2009                                                             | „Cicho”                                        | –                            | –                            | –                            | –                            | –                            | brak                      | brak danych    | Cicho                                 |
| 2009                                                             | „Dmuchawce, latawce, wiatr”                    | –                            | –                            | –                            | –                            | –                            | brak                      | brak danych    | Cicho                                 |
| 2009                                                             | „Toužím”                                       | –                            | –                            | –                            | 14                           | 35                           | brak                      | brak danych    | Virtuální                             |
| 2009                                                             | „Ty jsi král”                                  | –                            | –                            | –                            | –                            | –                            | brak                      | brak danych    | Virtuální                             |
| 2010                                                             | „La la laj” (wersja polskojęzyczna)            | –                            | –                            | 2                            | –                            | –                            | brak                      | brak danych    | Cicho                                 |
| 2010                                                             | „Maska”                                        | –                            | –                            | –                            | 57                           | –                            | brak                      | brak danych    | Virtuální                             |
| 2010                                                             | „Stejný cíl mám dál” (oraz Jan Bendig)         | –                            | –                            | –                            | –                            | –                            | brak                      | brak danych    | Camp Rock 2: The Final Jam            |
| 2010                                                             | „Nie zmieniajmy nic” (oraz Kuba Molęda)        | –                            | –                            | –                            | –                            | –                            | brak                      | brak danych    | Camp Rock 2: Wielki finał             |
| 2010                                                             | „Ewakuacja”                                    | 1                            | 3                            | 1                            | –                            | –                            | brak                      | brak danych    | Ewakuacja                             |
| 2011                                                             | „Bez łez”                                      | –                            | 2                            | 1                            | –                            | –                            | brak                      | brak danych    | Ewakuacja                             |
| 2011                                                             | „Nie przegap”                                  | 3                            | 1                            | 1                            | –                            | –                            | brak                      | brak danych    | Live                                  |
| 2011                                                             | „Sama sobě”                                    | –                            | –                            | –                            | 61                           | –                            | brak                      | brak danych    | 18 Live                               |
| 2013                                                             | „Znak”                                         | 3                            | –                            | 1                            | –                            | –                            | brak                      | brak danych    | (W)Inna?                              |
| 2013                                                             | „Ulubiona rzecz”                               | –                            | 3                            | –                            | –                            | –                            | brak                      | brak danych    | (W)Inna?                              |
| 2014                                                             | „Leporelo”                                     | –                            | –                            | –                            | 10                           | –                            | brak                      | brak danych    | Leporelo                              |
| 2014                                                             | „Tajna misja”                                  | 9                            | 3                            | –                            | –                            | –                            | brak                      | brak danych    | (W)Inna?                              |
| 2014                                                             | „Z nálezů a krás”                              | –                            | –                            | –                            | 59                           | –                            | brak                      | brak danych    | Leporelo                              |
| 2015                                                             | „Rutyna”                                       | –                            | –                            | –                            | –                            | –                            | brak                      | brak danych    | (W)Inna?                              |
| 2015                                                             | „Vino je grunt” (gościnnie: František Segrado) | –                            | –                            | –                            | 99                           | –                            | brak                      | brak danych    | –                                     |
| 2015                                                             | „Tu”                                           | 17                           | 2                            | –                            | –                            | –                            | - POL: platynowa płyta    | - POL: 20 000+ | Inna                                  |
| 2016                                                             | „Na ostří nože”                                | –                            | –                            | –                            | 55                           | –                            | brak                      | brak danych    | –                                     |
| 2016                                                             | „Na ostrzu”                                    | 3                            | 1                            | –                            | –                            | –                            | - POL: złota płyta        | - POL: 10 000+ | Inna                                  |
| 2016                                                             | „Všechno nebo nic”                             | 42                           | 2                            | –                            | 96                           | 4                            | brak                      | brak danych    | Všechno nebo nic (ścieżka dźwiękowa)  |
| 2017                                                             | „Wszystko albo nic”                            | 10                           | 2                            | –                            | –                            | –                            | - POL: 2× platynowa płyta | - POL: 40 000+ | Wszystko albo nic (ścieżka dźwiękowa) |
| 2017                                                             | „Bumerang” (wersja polskojęzyczna)             | 7                            | 1                            | –                            | –                            | –                            | brak                      | brak danych    | –                                     |
| 2017                                                             | „Bumerang” (wersja czeskojęzyczna)             | –                            | –                            | –                            | –                            | –                            | brak                      | brak danych    | –                                     |
| 2017                                                             | „Vánoce na míru”                               | –                            | –                            | –                            | 1                            | 50                           | brak                      | brak danych    | –                                     |
| 2018                                                             | „Interakcja”                                   | 26                           | 1                            | –                            | –                            | –                            | brak                      | brak danych    | –                                     |
| 2018                                                             | „Málo se známe”                                | –                            | –                            | –                            | 50                           | –                            | brak                      | brak danych    | –                                     |
| 2019                                                             | „Ta o nás”                                     | –                            | –                            | –                            | –                            | –                            | brak                      | brak danych    | –                                     |
| 2020                                                             | „Kočky” (oraz Vojtěch Dyk i B-Side Band)       | –                            | –                            | –                            | –                            | –                            | brak                      | brak danych    | Folk Swings                           |
| 2020                                                             | „Kde vsichni jsou”                             | –                            | –                            | –                            | –                            | –                            | brak                      | brak danych    | Singles & Specials                    |
| 2020                                                             | „Generacya Y” (gościnnie: Majk Spirit)         | –                            | –                            | –                            | –                            | –                            | brak                      | brak danych    | Singles & Specials                    |
| 2021                                                             | „Tělo”                                         | –                            | –                            | –                            | 47                           | –                            | brak                      | brak danych    | Umami (wersja czeskojęzyczna)         |
| 2021                                                             | „Ciało”                                        | –                            | –                            | –                            | –                            | –                            | brak                      | brak danych    | Umami (wersja polskojęzyczna)         |
| 2021                                                             | „No ne”                                        | –                            | –                            | –                            | –                            | –                            | brak                      | brak danych    | Umami (wersja czeskojęzyczna)         |
| 2021                                                             | „No nie”                                       | –                            | –                            | –                            | –                            | –                            | brak                      | brak danych    | Umami (wersja polskojęzyczna)         |
| 2021                                                             | „Wersja 2.0”                                   | –                            | –                            | –                            | –                            | –                            | brak                      | brak danych    | Umami (wersja polskojęzyczna)         |
| 2021                                                             | „Verze 02”                                     | –                            | –                            | –                            | 18                           | –                            | brak                      | brak danych    | Umami (wersja czeskojęzyczna)         |
| 2022                                                             | „Zkraceno v překladu”                          | –                            | –                            | –                            | 96                           | –                            | brak                      | brak danych    | Umami (wersja czeskojęzyczna)         |
| 2022                                                             | „Na skróty”                                    | 21                           | 1                            | –                            | –                            | –                            | brak                      | brak danych    | Umami (wersja polskojęzyczna)         |
| „–” singel nie był notowany lub nie został wydany w danym kraju. |                                                |                              |                              |                              |                              |                              |                           |                |                                       |

### Z gościnnym udziałem
| Rok                                                              | Tytuł                                                       | Najwyższa pozycja na liście | Najwyższa pozycja na liście | Najwyższa pozycja na liście | Najwyższa pozycja na liście | Certyfikat             | Sprzedaż       | Album                  |
| Rok                                                              | Tytuł                                                       | POL (AirPlay)               | POL (AirPlay nowości)       | POL (AirPlay TV)            | CZE                         | Certyfikat             | Sprzedaż       | Album                  |
| ---------------------------------------------------------------- | ----------------------------------------------------------- | --------------------------- | --------------------------- | --------------------------- | --------------------------- | ---------------------- | -------------- | ---------------------- |
| 2010                                                             | „Muzyki moc” (VIVA i Przyjaciele)                           | –                           | –                           | 2                           | –                           | brak                   | brak danych    | VIVA 10 lat            |
| 2012                                                             | „Toxique Girls” (Toxique, gościnnie: Ewa Farna)             | –                           | –                           | –                           | –                           | brak                   | brak danych    | Tips for Grown Up Kids |
| 2014                                                             | „W silnych ramionach” (Tomasz Lubert, gościnnie: Ewa Farna) | –                           | –                           | –                           | –                           | brak                   | brak danych    | Z miłości do muzyki    |
| 2017                                                             | „Dobré ráno, milá” (David Stypka, gościnnie: Ewa Farna)     | –                           | –                           | –                           | 6                           | brak                   | brak danych    | neboj.                 |
| 2017                                                             | „Echo” (Kaen, gościnnie: Ewa Farna)                         | 4                           | 1                           | –                           | –                           | - POL: platynowa płyta | - POL: 20 000+ | 2020                   |
| 2020                                                             | „Pełnia” (Smolasty, gościnnie: Ewa Farna)                   | –                           | –                           | –                           | –                           | - POL: platynowa płyta | - POL: 20 000+ | Pełnia                 |
| „–” singel nie był notowany lub nie został wydany w danym kraju. |                                                             |                             |                             |                             |                             |                        |                |                        |

## Inne notowane utwory
| Rok                                                              | Tytuł                                                        | Najwyższe pozycje na listach | Najwyższe pozycje na listach | Najwyższe pozycje na listach | Album |
| Rok                                                              | Tytuł                                                        | POL (AirPlay)                | POL (AirPlay Nowości)        | CZE                          | Album |
| ---------------------------------------------------------------- | ------------------------------------------------------------ | ---------------------------- | ---------------------------- | ---------------------------- | ----- |
| 2018                                                             | „Mám boky jako skříň”                                        | –                            | –                            | 59                           | –     |
| 2020                                                             | „Anioł pasterzom mówił” (gościnnie: Tomasz Szymus Orkiestra) | 96                           | 3                            | –                            | –     |
| „–” singel nie był notowany lub nie został wydany w danym kraju. |                                                              |                              |                              |                              |       |

## Teledyski
| Rok       | Tytuł                               | Reżyseria                        | Źródło |
| --------- | ----------------------------------- | -------------------------------- | ------ |
| 2006      | „Měls mě vůbec rád”                 | Tonda Vomáčka                    | [ 29 ] |
| 2006      | „Zapadlej krám”                     | Pavel Sadílek                    | [ 29 ] |
| 2007      | „Ticho”                             | Tonda Vomáčka                    | [ 29 ] |
| 2007      | „La la laj”                         | David Beránek                    | [ 29 ] |
| 2007      | „Jaký to je”                        | Tomáš Sysel                      | [ 29 ] |
| 2007      | „Tam gdzie nie ma dróg”             | Pavel Sadílek                    | [ 29 ] |
| 2008      | „Oto ja”                            | –                                | [ 30 ] |
| 2008      | „Boží mlejny melou”                 | Rudolf Kudrnáček                 | [ 29 ] |
| 2009      | „Cicho”                             | Bartosz Piotrowski               | [ 31 ] |
| 2009      | „Dmuchawce, latawce, wiatr”         | Bartosz Piotrowski               | [ 32 ] |
| 2009      | „Toužím”                            | Bartosz Piotrowski               | [ 33 ] |
| 2009      | „Ty jsi král”                       | –                                | [ 34 ] |
| 2010      | „La la laj” (wersja polskojęzyczna) | Bartosz Piotrowski               | [ 35 ] |
| 2010      | „Maska”                             | Marian Martaus                   | [ 33 ] |
| 2010      | „Stejný cíl mám dál”                | –                                | [ 36 ] |
| 2010      | „Nie zmieniajmy nic”                | –                                | [ 37 ] |
| 2010      | „Ewakuacja”                         | Bartosz Piotrowski               | [ 38 ] |
| 2011      | „Bez łez”                           | Wojtek Wojtczak                  | [ 39 ] |
| 2011      | „Nie przegap”                       | –                                | [ 40 ] |
| 2011      | „Sama sobě”                         | David Beránek                    | [ 41 ] |
| 2013      | „Znak”                              | Jakub Gryżewski                  | [ 42 ] |
| 2013      | „Ulubiona rzecz”                    | Jacek Kościuszko                 | [ 43 ] |
| 2014      | „Tajna misja”                       | Jacek Kościuszko                 | [ 44 ] |
| 2014      | „Leporelo”                          | Majo Martaus                     | [ 45 ] |
| 2015      | „Z nálezů a krás”                   | Martin Linhart                   | [ 46 ] |
| 2015      | „Rutyna”                            | Michal Skořepa                   | [ 47 ] |
| 2015      | „Vino je grunt”                     | Martin Kopp                      | [ 48 ] |
| 2015      | „Tu”                                | Jacek Kościuszko                 | [ 49 ] |
| 2016      | „Na ostrzu”                         | Jacek Kościuszko                 | [ 50 ] |
| 2016      | „Na ostří nože”                     | Jacek Kościuszko, Martin Linhart | [ 51 ] |
| 2016      | „Všechno nebo nic”                  | Alan Kępski                      | [ 52 ] |
| 2017      | „Wszystko albo nic”                 | Alan Kępski                      | [ 53 ] |
| 2017      | „Bumerang” (wersja polskojęzyczna)  | –                                | [ 54 ] |
| 2017      | „Bumerang” (wersja czeskojęzyczna)  | –                                | [ 55 ] |
| 2017      | „Vánoce na míru”                    | Janek Cingroš a Publishers       | [ 56 ] |
| 2018      | „Interakcja”                        | –                                | [ 57 ] |
| 2018      | „Málo se známe”                     | –                                | [ 58 ] |
| 2019      | „Ta o nás”                          | –                                | [ 59 ] |
| 2020      | „Kočky”                             | Hana Mikolášková                 | [ 60 ] |
| 2021      | „Tělo”                              | Ondřej Kudyn                     | [ 61 ] |
| 2021      | „Ciało”                             | Ondřej Kudyn                     | [ 62 ] |
| 2021      | „No ne”                             | Adam Romanowski                  | [ 63 ] |
| 2021      | „No nie”                            | Adam Romanowski                  | [ 64 ] |
| 2021      | „Wersja 2.0”                        | Ruy Okamura                      | [ 65 ] |
| 2021      | „Verze 02”                          | Ruy Okamura                      | [ 66 ] |
| 2022      | „Zkraceno v překladu”               | BeLogic Studio                   | [ 67 ] |
| 2022      | „Na skróty”                         | BeLogic Studio                   | [ 68 ] |
| Gościnne  |                                     |                                  |        |
| 2010      | „Muzyki moc”                        | –                                | [ 69 ] |
| 2012      | „Toxique Girls”                     | Boodya, Igor Zacharov            | [ 70 ] |
| 2015      | „W silnych ramionach”               | –                                | [ 71 ] |
| 2017      | „Dobré ráno, milá”                  | Jonáš Červinka                   | [ 72 ] |
| 2017      | „Echo”                              | HDSCVM                           | [ 73 ] |
| 2020      | „Pełnia”                            | Olga Czyżykiewicz                | [ 74 ] |
| Pozostałe |                                     |                                  |        |
| 2011      | „Monster High”                      | Bartosz Piotrowski               | [ 33 ] |
| 2012      | „Šestej pád”                        | –                                | [ 75 ] |
| 2015      | „Mám boky jako skříň”               | –                                | [ 76 ] |